# Хромых, Антон Георгиевич
Антон Георгиевич Хромых (23 мая 1982, Ворошиловград) — украинский футболист, защитник.

## Игровая карьера
Воспитанник александрийской ДЮСШ «Кристалл». Первый тренер — Виталий Голосенко. После учёбы некоторое играл в харьковском «Арсенале».
В период с 2001 по 2003 год играл в команде высшего дивизиона Белоруссии «Днепр-Трансмаш». За главную команду сыграл 38 матчей, ещё 34 сыграл за дубль.
Зимой 2004 года вернулся на Украину, где заключил контракт с одесским «Черноморцем». 14 марта того же года в матче против «Звезды» дебютировал в высшей лиге чемпионата Украины.
С 2005 года играл в командах первой лиги «Николаев», «Днестр» (Овидиополь), «Гелиос». Зимой 2013 года перешёл в алчевскую «Сталь». Становился серебряным призёром первой лиги 2012/13 гг.

## Достижения
- Серебряный призёр Первой лиги Украины: 2012/13
- Бронзовый призёр Первой лиги Украины: 2013/14